# Bundestagswahl 1969
- SPD: 237
- CDU/CSU: 250
- FDP: 31

- Regierung: 268
- Opposition: 250

Die Bundestagswahl 1969 fand am 28. September 1969 statt; es war die Wahl zum 6. Deutschen Bundestag.
Nach dieser Wahl konstituierte sich erstmals in der damals 20-jährigen Geschichte der Bundesrepublik Deutschland eine sozialliberale Koalition auf Bundesebene. Erstmals stellten die Unionsparteien nicht mehr den Bundeskanzler, obwohl sie weiterhin (wie ununterbrochen von der Bundestagswahl 1949 bis zur Bundestagswahl 1972) die größte Bundestagsfraktion bildeten.

## Hintergrund

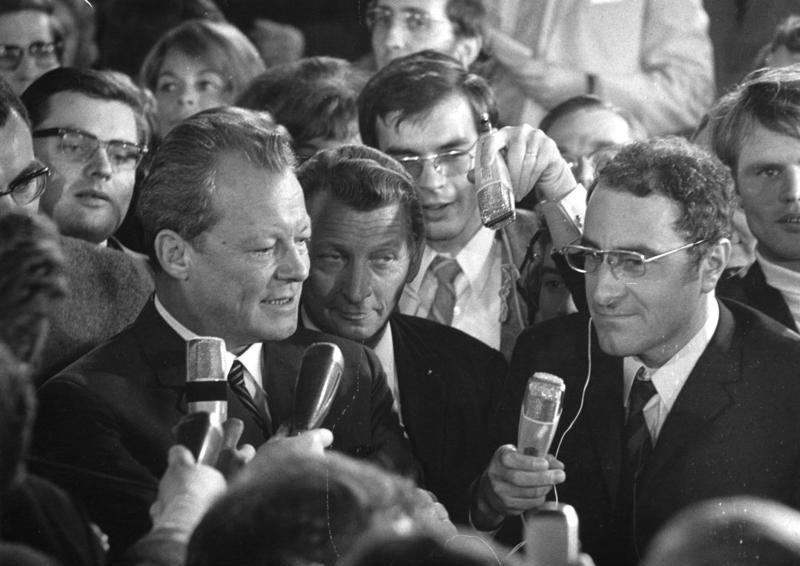
Willy Brandt beim Interview mit Peter Merseburger am Wahlabend

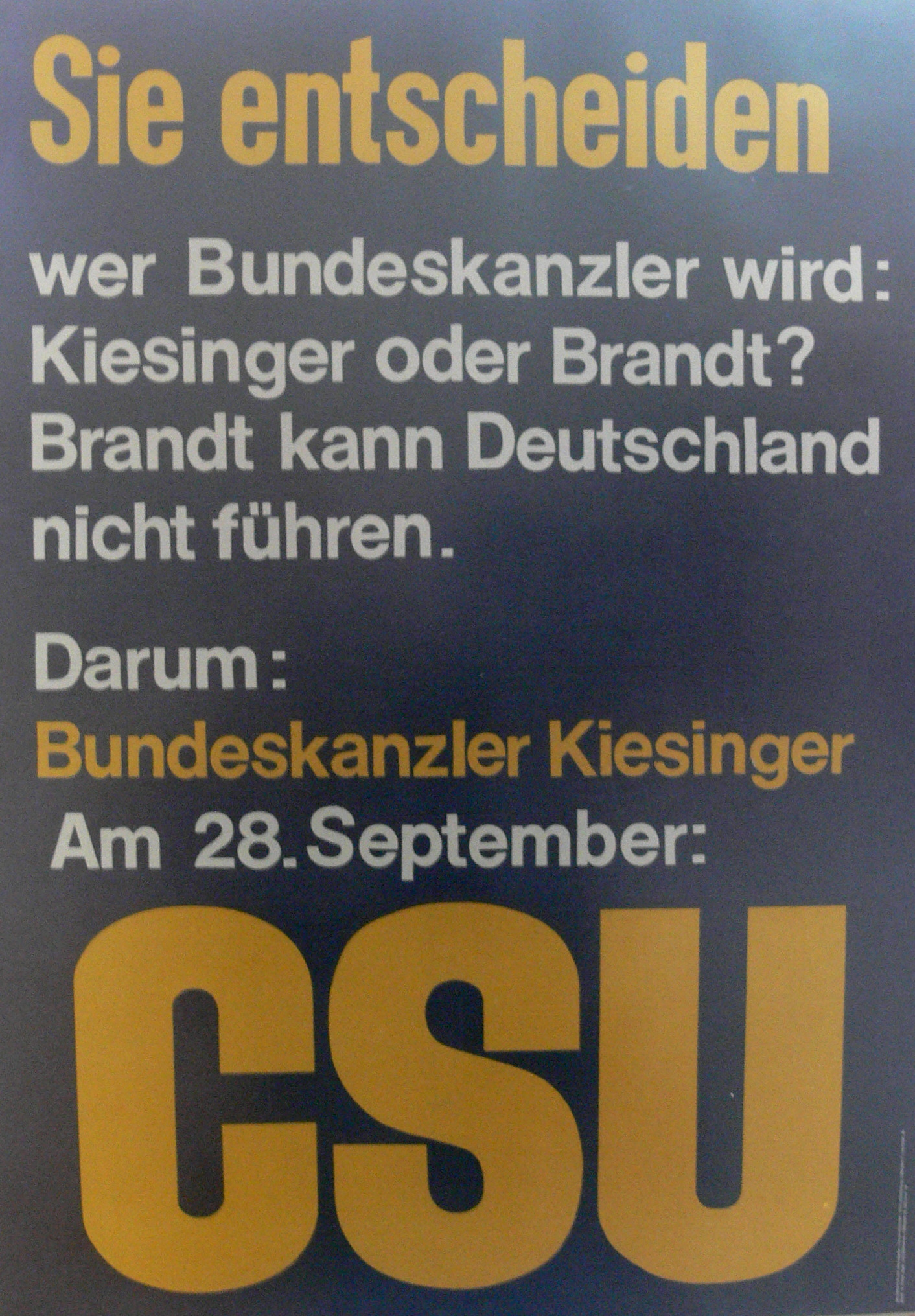
Wahlplakat der CSU 1969

Dem vorausgegangen war 1966 ein Kanzlerwechsel in der laufenden Legislaturperiode. Bundeskanzler Ludwig Erhard war am 30. November 1966 zurückgetreten, nachdem die Koalition aus CDU/CSU und FDP an Fragen der Wirtschaftspolitik zerbrochen war. Zu seinem Nachfolger wurde der bisherige Ministerpräsident des Landes Baden-Württemberg, Kurt Georg Kiesinger, gewählt, der eine Große Koalition aus CDU/CSU und SPD bildete (Kabinett Kiesinger). Bundesaußenminister und Vizekanzler wurde Willy Brandt, zuvor Regierender Bürgermeister von Berlin. Die Berufung in die Bundesregierung war ausschlaggebend für Willy Brandt, entgegen einem nach der Bundestagswahl 1965 erklärten Verzicht auf eine erneute Kanzlerkandidatur doch wieder anzutreten.
Brandt trat mithin zum dritten Mal als Kanzlerkandidat der SPD an, Kiesinger für die CDU/CSU das erste Mal.
Vorbote eines Machtwechsels hin zu einer sozialliberalen Koalition war im März 1969 die Bundespräsidentenwahl, bei der der Sozialdemokrat Gustav Heinemann mit den Stimmen von SPD und FDP gewählt worden war.
Zum zweiten Mal nach 1949 erhielten die regierungsbildenden Parteien bei einer Wahl weniger als die Hälfte der abgegebenen Stimmen. SPD und FDP erhielten eine Mehrheit der Mandate im Bundestag, weil die NPD mit 4,3 % an der Fünf-Prozent-Hürde gescheitert war.
Noch in der Wahlnacht vereinbarten Brandt und FDP-Chef Walter Scheel die Aufnahme von Koalitionsverhandlungen.
Es war die letzte Bundestagswahl, bei der das Wahlalter für das aktive Wahlrecht noch bei 21 Jahren und für das passive Wahlrecht bei 25 Jahren lag. Denn innerhalb eines Jahres nach der Wahl wurde bereits am 31. Juli 1970 das passive Wahlrecht gesetzlich an die Volljährigkeit gekoppelt (damals noch 21 Jahre) und das aktive Wahlrecht auf 18 Jahre und damit erstmals unter das jeweilige Volljährigkeitsalter abgesenkt.

## Amtliches Endergebnis
| Listen                       | Listen                                            | Erststimmen | Erststimmen | Erststimmen | Erststimmen | Zweitstimmen | Zweitstimmen | Zweitstimmen | Zweitstimmen | Mandate | Mandate | Berliner Abg. |
| Listen                       | Listen                                            | Stimmen     | %           | +/-         | Mandate     | Stimmen      | %            | +/-          | Mandate      | Anzahl  | +/-     | Berliner Abg. |
| ---------------------------- | ------------------------------------------------- | ----------- | ----------- | ----------- | ----------- | ------------ | ------------ | ------------ | ------------ | ------- | ------- | ------------- |
|                              | Sozialdemokratische Partei Deutschlands (SPD)     | 14.402.374  | 44,0        | +4,0        | 127         | 14.065.716   | 42,7         | +3,4         | 97           | 224     | +22     | 13            |
|                              | Christlich Demokratische Union Deutschlands (CDU) | 12.137.148  | 37,1        | –1,8        | 87          | 12.079.535   | 36,6         | –1,3         | 106          | 193     | –3      | 8             |
|                              | Christlich-Soziale Union in Bayern (CSU)          | 3.094.176   | 9,5         | –0,4        | 34          | 3.115.652    | 9,5          | –0,2         | 15           | 49      | –       | –             |
|                              | Freie Demokratische Partei (FDP)                  | 1.554.651   | 4,8         | –3,1        | –           | 1.903.422    | 5,8          | –3,7         | 30           | 30      | –19     | 1             |
|                              | Nationaldemokratische Partei Deutschlands (NPD)   | 1.189.375   | 3,6         | +1,8        | –           | 1.422.010    | 4,3          | +2,3         | –            | –       | –       | –             |
|                              | Aktion Demokratischer Fortschritt (ADF)           | 209.180     | 0,6         | N/A         | –           | 197.331      | 0,6          | N/A          | –            | –       | –       | –             |
|                              | Bayernpartei (BP)                                 | 54.940      | 0,2         | N/A         | –           | 49.694       | 0,2          | N/A          | –            | –       | –       | –             |
|                              | Europa-Partei (EP)                                | 20.927      | 0,1         | ±0,0        | –           | 49.650       | 0,2          | +0,1         | –            | –       | –       | –             |
|                              | Gesamtdeutsche Partei Deutschlands (GPD)          | –           | –           | N/A         | –           | 45.401       | 0,1          | N/A          | –            | –       | –       | –             |
|                              | Freisoziale Union – Demokratische Mitte (FSU)     | 10.192      | 0,0         | ±0,0        | –           | 16.371       | 0,0          | ±0,0         | –            | –       | –       | –             |
|                              | Zentrumspartei (Zentrum)                          | –           | –           | N/A         | –           | 15.933       | 0,0          | N/A          | –            | –       | –       | –             |
|                              | Unabhängige Arbeiter-Partei (UAP)                 | 1.531       | 0,0         | ±0,0        | –           | 5.309        | 0,0          | ±0,0         | –            | –       | –       | –             |
|                              | Deutsche Volkspartei (DV)                         | 461         | 0,0         | N/A         | –           | –            | –            | N/A          | –            | –       | –       | –             |
|                              | Wählergruppen/Einzelbewerber                      | 38.561      | 0,1         | +0,1        | –           | –            | –            | –            | –            | –       | –       | –             |
| Gesamt                       | Gesamt                                            | 32.713.516  | 100         |             | 248         | 32.966.024   | 100          |              | 248          | 496     | –       | 22            |
|                              |                                                   |             |             |             |             |              |              |              |              |         |         |               |
| Ungültige Stimmen            | Ungültige Stimmen                                 | 809.548     | 2,4         | –0,5        |             | 557.040      | 1,7          | –0,7         |              |         |         |               |
| Wähler                       | Wähler                                            | 33.523.064  | 86,7        | –0,1        |             | 33.523.064   | 86,7         | –0,1         |              |         |         |               |
| Wahlberechtigte              | Wahlberechtigte                                   | 38.677.235  |             |             |             | 38.677.235   |              |              |              |         |         |               |
|                              |                                                   |             |             |             |             |              |              |              |              |         |         |               |
| Quelle: Der Bundeswahlleiter |                                                   |             |             |             |             |              |              |              |              |         |         |               |

### Ergebnisse in den Bundesländern

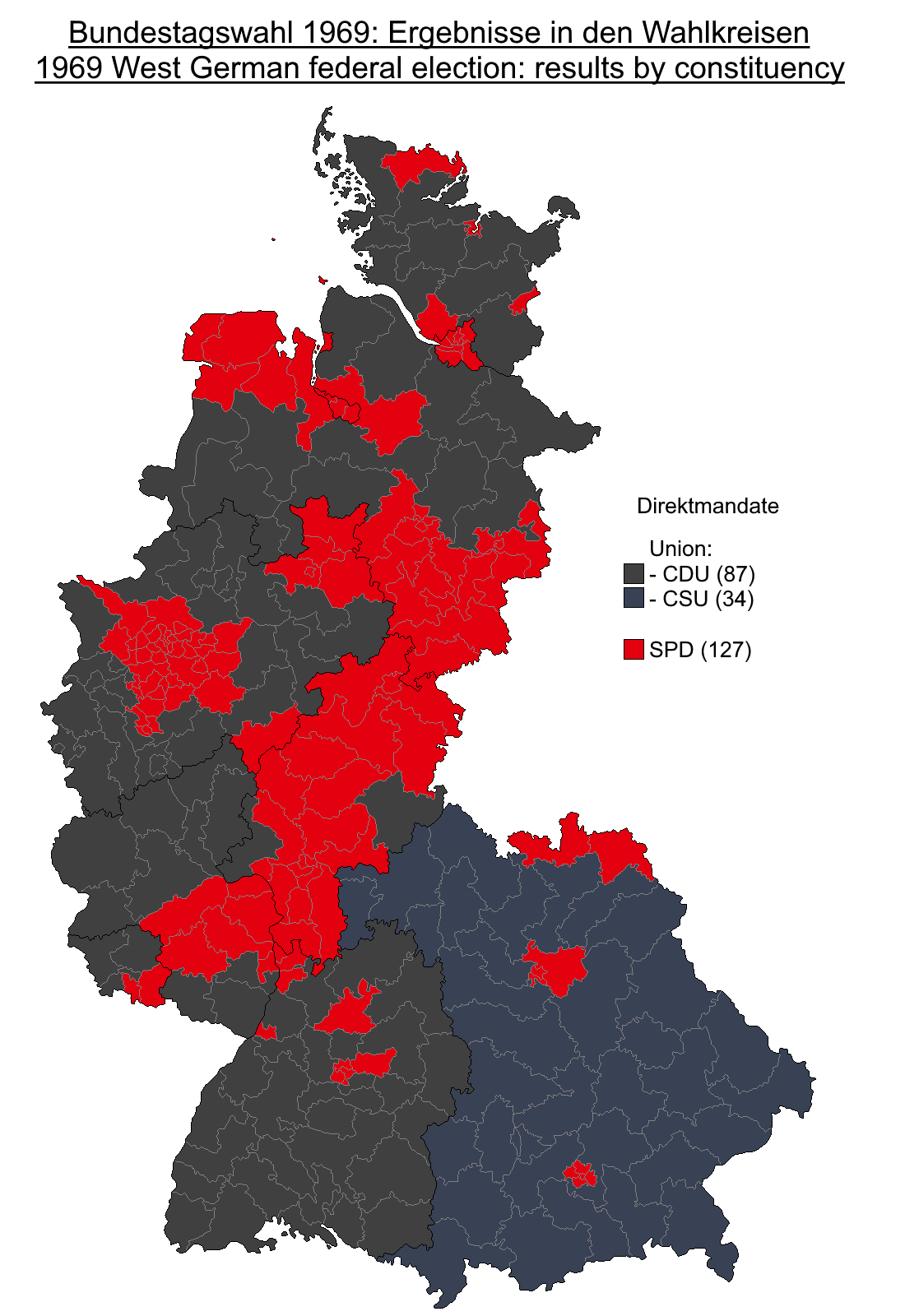
Erststimmenmehrheiten in den Wahlkreisen:
SPD
CDU/CSU

| Bundesland          | Wahl- berechtigte | Wähler    | Wahl- beteiligung | CDU/CSU | CDU/CSU | SPD  | SPD   | FDP  | FDP   | NPD  | NPD   |
| Bundesland          | Wahl- berechtigte | Wähler    | Wahl- beteiligung | Erst    | Zweit   | Erst | Zweit | Erst | Zweit | Erst | Zweit |
| ------------------- | ----------------- | --------- | ----------------- | ------- | ------- | ---- | ----- | ---- | ----- | ---- | ----- |
| Baden-Württemberg   | 05.510.280        | 4.690.427 | 85,1              | 51,1    | 50,7    | 37,9 | 36,5  | 6,7  | 7,5   | 3,8  | 4,5   |
| Bayern              | 06.851.646        | 5.837.724 | 85,2              | 54,5    | 54,4    | 35,9 | 34,6  | 3,4  | 4,1   | 4,5  | 5,3   |
| Bremen              | 00.524.110        | 0.452.373 | 86,3              | 32,7    | 32,3    | 53,4 | 52,0  | 7,9  | 9,3   | 4,0  | 4,4   |
| Hamburg             | 01.341.494        | 1.174.981 | 87,6              | 33,8    | 34,0    | 57,8 | 54,6  | 3,9  | 6,3   | 2,9  | 3,5   |
| Hessen              | 03.573.336        | 3.151.868 | 88,2              | 38,8    | 38,4    | 50,6 | 48,2  | 5,5  | 6,7   | 4,3  | 5,1   |
| Niedersachsen       | 04.760.938        | 4.164.690 | 87,5              | 45,5    | 45,2    | 45,3 | 43,8  | 4,7  | 5,6   | 3,8  | 4,6   |
| Nordrhein-Westfalen | 11.259.648        | 9.827.911 | 87,3              | 44,4    | 43,6    | 47,7 | 46,8  | 4,3  | 5,4   | 2,5  | 3,1   |
| Rheinland-Pfalz     | 02.410.176        | 2.097.308 | 87,0              | 48,4    | 47,8    | 41,2 | 40,1  | 5,3  | 6,3   | 4,5  | 5,2   |
| Saarland            | 00.734.096        | 0.653.882 | 89,1              | 46,7    | 46,1    | 41,4 | 39,9  | 5,7  | 6,7   | 4,9  | 5,7   |
| Schleswig-Holstein  | 01.711.511        | 1.471.900 | 86,0              | 47,3    | 46,2    | 44,5 | 43,5  | 4,0  | 5,2   | 3,6  | 4,3   |

## Konsequenzen
| Mögliche Koalitionen | Sitze |
| -------------------- | ----- |
| Sitze gesamt         | 518   |
| voll stimmberechtigt | 496   |
| Zweidrittelmehrheit  | 331   |
| CDU/CSU, SPD         | 487   |
| Absolute Mehrheit    | 249   |
| CDU/CSU, FDP         | 281   |
| SPD, FDP             | 268   |

Am 21. Oktober 1969 wurde Willy Brandt mit einer knappen Mehrheit der sozialliberalen Koalition zum Bundeskanzler gewählt. Damit war er der erste sozialdemokratische Kanzler der Bundesrepublik. Die Regierungsbildung (Kabinett Brandt I), vom Wahltag bis zur Kabinettsvereidigung am 22. Oktober, dauerte insgesamt nur 24 Tage – wesentlich kürzer als bei allen vorangegangenen Wahlen. Die sozialliberale Koalition bestand bis zum Misstrauensvotum am 1. Oktober 1982.
In der FDP fanden nach der Abwendung von der Union heftige Flügelkämpfe statt. Ein Teil der FDP organisierte sich in der National-Liberalen Aktion und später in der Deutschen Union. Einige FDP-Bundestagsabgeordnete um Siegfried Zoglmann traten aus der FDP aus und wechselten zur Opposition (siehe hier).
Die NPD konnte ihre Serie von Wahlerfolgen, die sie während der Zeit der großen Koalition erzielt hatte, nicht mehr fortsetzen: sie scheiterte bei allen im Jahr 1970 stattfindenden Landtagswahlen an der Fünf-Prozent-Hürde. 
Sie zog bei der Landtagswahl in Sachsen 2004 erstmals seit 1969 wieder in ein deutsches Landesparlament ein (siehe NPD Sachsen).